# Ventrifossa vinolenta
Ventrifossa vinolenta es una especie de pez de la familia Macrouridae en el orden de los Gadiformes.

## Morfología
• Los machos pueden llegar alcanzar los 23 cm de longitud total.

## Hábitat
Es un pez de aguas profundas que vive entre 745-825 m de profundidad.

## Distribución geográfica
Se encuentran en Nueva Caledonia.